# Адолф фон Лимбург-Щирум
Адолф фон Лимбург-Щирум (на немски: Adolf von Limburg-Stirum; * пр. 1476; † между 24 юни 1505 и 20 септември/20 октомври 1506) е граф на Лимбург и чрез наследство господар на Щирум (1493 – 1506).

## Произход
Той е син на граф Вилхелм I фон Лимбург-Щирум († 1459/1501) и съпругата му графиня Агнес фон Лимбург († 1478/1484/1493), дъщеря на Дитрих V фон Лимбург-Бройч († 1443/1144) и Хенрика фон Виш († 1459).

## Фамилия
Адолф се жени на 9 юни 1487 г. за Елизабет фон Райхенщайн (* пр. 1446; † 30 април 1529), дъщеря на Вилхелм II фон Райхенщайн († 1474) и Катарина фон Сайн-Витгенщайн († пр. 1501), дъщеря на граф Георг I фон Сайн-Витгенщайн. Те имат седем деца:
- Вилхелм II (* ок. 1490; † 1521), господар на Щирум (1506 – 1521).
- Георг фон Лимбург-Щирум (* ок. 1500; † 14 декември 1552), граф на Лимбург-Щирум, женен на 7 януари 1539 г. за Ирмгард фон Виш, графиня фон Бронкхорст, наследничка на Боркуло, Виш, Вилденборч, Оверхаген и Лихтенвоорде (* ок. 1505; † 10 май 1587), дъщеря на Хайнрих V фон Виш и Валбург фон Бергх
- Анна († 1585), абатиса на Херфорд и Гересхайм
- Елизабет († 1556), омъжена за Дирк фон Бронкхорст († 31 март 1551)
- Вероника († 1528), монахиня в Елтен
- Агнес († 1570), абатиса на Фрекенхорст и Метелен
- Катарина († 1572), абатиса на манастир Боргхорст